# Antonio Jordá y Santandreu
Antonio Jordá y Santandreu (Berga, 1795-Barcelona, 1864) fue un político, banquero e industrial español, senador y diputado durante el reinado de Isabel II.

## Biografía
Nacido en la localidad barcelonesa de Berga el 12 de septiembre de 1795, era hijo de José Jordá y Bovér y Eulalia Santandreu y Riu. Era el tercer y más joven hijo del matrimonio. Con unos trece años su padre lo mandó a Reus con su tío Clemente Jordá. Después pasó a Valencia, donde comenzó su carrera mercantil. Durante la guerra de Independencia al parecer, según Manuel Ovilo y Otero, llegó a ser hecho preso por los franceses. Mucho más adelante, tras diversas desventuras, fue nombrado en 1841 senador por la provincia de Gerona. Disueltas las Cortes fue nombrado senador por segunda vez por la provincia de Murcia y votó la mayoría de la reina. En la reforma de la Constitución de 1837 no votó. Más adelante fue diputado a Cortes por el distrito de Berga. Fue fundador de la Compañía de Probidad, de la del Banco de Fomento y de la Compañía Española General de Seguros, en la que ocupó el cargo de director. Falleció el 23 de septiembre de 1864 en Barcelona.